# Rhododendron saxicola
Rhododendron saxicola är en ljungväxtart som beskrevs av Herman Otto Sleumer. Rhododendron saxicola ingår i släktet rododendron, och familjen ljungväxter. Inga underarter finns listade i Catalogue of Life.